# Claudia Hernández (escritora)
Claudia Hernández (San Salvador, 22 de julio de 1975) es una autora salvadoreña reconocida principalmente por su obra narrativa de ficción.

## Biografía
Claudia Beatrice Hernández González nació en la ciudad de San Salvador el 22 de julio de 1975. Estudió periodismo en la Universidad Centroamericana "José Simeón Cañas" (UCA). En 1998 se licenció en Comunicaciones y Relaciones Públicas por la Universidad Tecnológica de El Salvador (UTEC). Durante 2001 y 2002 vivió en Nueva York.
Se ha dedicado a la escritura de historias y a la enseñanza de la redacción. Ha publicado seis libros de cuentos, tres novelas y un libro didáctico. Su obra narrativa ha sido incluida en antologías de cuento publicadas en España, Italia, Francia, Estados Unidos y Alemania.
Publicó sus primeros relatos a finales de la década de 1990 en suplementos culturales de periódicos salvadoreños. En 1998, su relato Un demonio de segunda mano obtuvo uno de los galardones del Premio Internacional de Cuento Juan Rulfo que convocaba Radio Francia Internacional; y en 2004, recibió el premio de la Fundación Anne Seghers de Alemania, otorgado a autores jóvenes cuya obra artística contribuye al desarrollo de sociedades más justas y tolerantes. En 2007 formó parte de Bogotá 39, una selección de 39 escritores latinoamericanos menores de 39 años convocados para destacar las nuevas voces y tendencias de la literatura latinoamericana a propósito de la designación de Bogotá como Capital Mundial del Libro. En 2012 el National Endowment for the Arts (Estados Unidos) financió la traducción al inglés de sus libros de cuentos publicados entre 2001 y 2007; en 2014 una selección de sus relatos fue traducida al italiano.

## Obras publicadas
Cuento
- Otras ciudades (Alkimia Libros, San Salvador, 2001).[7]
- Mediodía de frontera (Dirección de Publicaciones e Impresos, San Salvador, 2002).[8]
- Olvida Uno (Índole Editores, San Salvador, 2005).[9]
- De fronteras (Piedra Santa, Guatemala, 2007).[10]
- La canción del mar (Suplemento de La Prensa Gráfica, San Salvador, 2007).
- Causas Naturales (Punto de Lectura, Guatemala, 2013).[11]
- Hechos de un buen ciudadano, parte I (arrobabooks, Santafé de Bogotá, 2015)

Novela
- They have fired her again (Sangria Publishers, Brooklyn, 2016).[12]
- Roza, tumba, quema (Laguna Libros, Bogotá, 2017).[13]
- El verbo J (Laguna Libros, Bogotá, 2018).[14]
- Tomar tu mano (Laguna Libros SAS, Bogotá, 2021).[15]

Didáctica
- Lápices a la obra (UCA Editores, San Salvador, 2012). Cuaderno de cátedra – Técnicas de redacción.[16]

Antologías
- Los centroamericanos (Alfaguara, Guatemala, 2002. Selección y prólogo de José Mejía).[17]

- Papayas und Bananen. Erotische und andere Erzählungen aus Zentralamerika (Brandes & Aspel, Frankfurt, 2002. Selección, prólogo y traducciones de Werner Mackenbach).[18]

- Pequeñas resistencias 2. Antología del cuento centroamericano contemporáneo (Editorial Páginas de Espuma, Madrid, 2003. Edición de Enrique Jaramillo Levi).[19]

- Antología de cuentistas salvadoreñas (UCA Editores, San Salvador, 2004. Edición de Willy O. Muñoz).[20]

- Cicatrices. Un retrato del cuento centroamericano (Anama editores, Managua, 2004. Werner Mackenbach, compilador).[21]

- Hechos de un buen ciudadano (Parte I). Antología Bogotá 39 (Arrobabooks, 2015).[22]
- Despedida es antologado en la antología "Cuentos en Red" (2020) elaborada por el Centro Cultural de España en Asunción.

Traducciones
- Traducción al inglés: Deeds of a Good Citizen - Part I (Review: Literature and Arts of the Americas, online, 2014. Traducción de Marguerite Fietlowitz).[23]

- Traducción al italiano: Fastidio di avere un rinoceronte (Le Lettere, Firenze 2014. Selección, prólogo y traducción de Emanuela Jossa).[24]